# Basinów (powiat kozienicki)
Basinów – wieś sołecka w Polsce położona w województwie mazowieckim, w powiecie kozienickim, w gminie Magnuszew.
| SIMC    | Nazwa           | Rodzaj      |
| ------- | --------------- | ----------- |
| 0628610 | Gajówka Basinów | osada leśna |
| 0628595 | Staniszówka     | część wsi   |
| 0628603 | Wygoda          | część wsi   |

W latach 1975–1998 miejscowość należała administracyjnie do województwa radomskiego.
Wierni kościoła rzymskokatolickiego należą do parafii Świętych Apostołów Piotra i Pawła w Łękawicy.